# 868 TCN
868 TCN là một năm trong lịch La Mã.